# Olympische Sommerspiele 1984/Teilnehmer (Haiti)
| Gelbes Symbol für Goldmedaillen mit stilisierten Olympischen Ringen | Graues Symbol für Silbermedaillen mit stilisierten Olympischen Ringen | Braundes Symbol für Bronzemedaillen mit stilisierten Olympischen Ringen |
| ------------------------------------------------------------------- | --------------------------------------------------------------------- | ----------------------------------------------------------------------- |
| —                                                                   | —                                                                     | —                                                                       |

Haiti nahm an den Olympischen Sommerspielen 1984 in Los Angeles, USA, mit einer Delegation von drei Sportlern (ein Mann und zwei Frauen) teil.

## Teilnehmer nach Sportarten

### Fechten
- Gina Faustin
Frauen, Florett, Einzel: 34. Platz
- Sheila Viard
Frauen, Florett, Einzel: 39. Platz

### Leichtathletik
- Dieudonné LaMothe
Marathon: 78. Platz